# The Cool Croc Twins
The Cool Croc Twins (titolo sulle confezioni) o Cool Croc Twins (titolo su schermo) è un videogioco a piattaforme pubblicato nel 1992 per i computer Amiga, Atari ST, Commodore 64 e MS-DOS dalla Empire Software con la sua etichetta Arcade Masters.
I protagonisti sono due coccodrilli in stile cartone animato. La particolarità del gioco era il controllo dei personaggi, che camminano su tutti i lati della piattaforme senza cadere, anche in verticale o a testa in giù.
La confezione originale del gioco includeva una maglietta Cool Croc.

## Modalità di gioco
Possono partecipare uno o due giocatori in simultanea in cooperazione, controllando i due coccodrilli Punk e Funk. Devono affrontare 60 livelli all'inseguimento dell'amata coccodrillina Daisy. Ogni livello è bidimensionale a schermata fissa, con piattaforme sospese orizzontali o verticali variamente disposte. I livelli sono raggruppati in mondi, e in ogni mondo c'è una diversa immagine di sfondo in stile cartone animato. Un sistema di codici permette di ricominciare le partite da livelli precedentemente raggiunti.
Punk e Funk non cadono mai, ma restano attaccati alle piattaforme o ai bordi dello schermo, camminando anche in verticale o a testa in giù. Quando raggiungono un'estremità di una piattaforma ci girano attorno e continuano a camminare sul lato opposto. Il tipo di controllo è impostabile come classico, ossia il coccodrillo va nella direzione puntata dal giocatore, o speciale, ossia puntando a destra o sinistra il coccodrillo va in senso orario o antiorario attorno alla piattaforma. Il salto è perpendicolare alla superficie dove si cammina, e permette di raggiungere un'altra piattaforma opposta a qualunque distanza. Il salto serve anche a eliminare temporaneamente i nemici, se vengono colpiti mentre si è in volo.
Lo scopo di ogni livello è accendere tutti i blocchi quadrati sospesi, colpendoli più volte saltandogli addosso. Ogni blocco è diviso in tre parti da accendere, ossia va colpito tre volte, se si gioca da soli, o in sei parti se si gioca in due. Di solito i blocchi sono disposti a rompicapo, ossia bisogna ragionare su come raggiungerli efficacemente.
I nemici sono strani esseri di vari tipi, da evitare per non perdere una vita, a meno che si colpiscano saltando. Sono capaci di muoversi attorno alle piattaforme e saltare dall'una all'altra allo stesso modo dei giocatori. I nemici hanno anche la capacità di rispegnere i blocchi accesi dai giocatori.
Possono esserci altri tipi di oggetti immobili sospesi, ad esempio i punti interrogativi, che deviano casualmente la direzione di volo del coccodrillo se ci si salta sopra.
La versione MS-DOS ha alcune caratteristiche aggiuntive. Quando si gioca in due, se un giocatore resta inattivo a lungo il suo personaggio viene controllato dal computer, che non può perdere vite. Questa versione ha anche difficoltà e velocità generali regolabili.

## Sviluppo
Cool Croc Twins fu sviluppato originariamente per Amiga e Atari ST, principalmente da autori francesi, con Benoît Varasse come designer e programmatore. La versione Amiga venne programmata in AMOS BASIC. Le conversioni Commodore 64 e MS-DOS sono di autori britannici come l'editore.

## Accoglienza
Le versione di Cool Croc Twins per Amiga ricevette recensioni variabili dalla critica, ma con giudizi sempre sopra la sufficienza e mediamente abbastanza buoni. Meno numerose e con medie poco più basse le recensioni per Atari ST e MS-DOS.
I giudizi sulla versione Commodore 64, molto fedele a quella Amiga nei limiti delle minori capacità del sistema, furono il più delle volte molto buoni, con parecchi giudizi superiori all'80%.